# Цюцюра Богдан
Цюцюра Теодор-Богдан Вікторович (англ. Ciuciura Theodore Bohdan; 10 січня 1919, Кобаки — 15 листопада 2000, м. Торонто) — український історик і правознавець. Доктор права (1947), доктор політичних наук (1962), професор. Дійсний член Наукового товариства імені Шевченка, Української вільної академії наук.

## Біографія
Народився в с. Кобаки (нині село Косівського району Івано-Франківської області) в сім'ї директора школи. У 1931—1937 роках здобував середню освіту в 2-й державній гімназії у Станіславові. 1937—1939 роки навчався в Академії закордонної торгівлі у Львові, 1938—1941 — на факультеті права Львівського університету.
Із 1944 року — на еміграції. У 1945—1950 роках продовжував вивчати право в Мюнхенському університеті та Українському вільному університеті (Мюнхен; Західна Німеччина). 1947 року отримав ступінь доктора права, 1949 року — габілітованого доктора правничих наук. З 1947 — асистент права, з 1950 — доцент, потім — професор УВУ. 1945—1948 — секретар, 1948—1950 — головний секретар факультету права і суспільних наук УВУ. Брав активну участь у суспільно-політичному житті: був членом управи Центрального союзу українського студентства, 1949 — член-засновник Об'єднання українського студентського академічного товариства «Зарево», певний час очолював його правничо-суспільну комісію.
У 1951 році переїхав до США. 1952—1953, 1959—1961 вивчав порівняльне правознавство, 1953 здобув ступінь магістра, 1962 — доктора політичних наук у Колумбійському університеті (США). 1953—1961 — науковий асистент «Нової школи соціальних досліджень». Із 1962 — асистент професора, із 1963 — асоційований професор, із 1969 — професор політичних наук, 1969—1986 — голова відділу політичних наук Університету Святої Марії в Галіфаксі (пров. Нова Шотландія, Канада). 1986—1992 — ректор, 1992—1994 — проректор УВУ.
Член Канадської ради міжнародного права, Канадської славістичної асоціації, член управи Українського історичного товариства та редколегії часопису «Український історик». 1964 — один із співзасновників Української асоціації університетських
професорів, певний час — заступник її голови. Фахівець з історії українського права. Досліджував також становище УРСР на підставі міжнародного права. Брав активну участь у написанні «Енциклопедії українознавства», член редколегії та автор статей про земельне і трудове право в її загальній частині. Також один із головних співробітників енциклопедії «Ukraine: A Concise Encyclopedia» (т. 1—2, 1963—1971).
Помер у м. Торонто (пров. Онтаріо, Канада).

## Праці
- «Совітський виклад старо-грецької політичної доктрини». Б/м, 1958
- «Lenin's idea of a multinational commonwealth» // The Annals of the Ukranian Academy of Arts and Sciences in the U.S., 1962—1963, no. 1—2 (29—30)
- «Боротьба українців у Віденському парламенті за загальне виборче право і національну автономію» // Український історик, 1980, № 1—4 (65—68)
- «The diet of Bukowina, 1861—1914: an Arena of Rumanian-Ukrainian conflicts and cooperation» // Науковий збірник Українського вільного університету, 1982, т. 9 (у співавт.)
- «The role of German language and German community in the multilingual Austrian Kronland of Bukowina, 1775—1918» // Jahrbuchte der Ukrainekunde, 1982, nr. 19
- «The Polish-Ukrainian conflicts and cooperation in the Galician diet and Austrian parliament, 1861—1914» // Там само, 1983, nr. 20
- «Belorussian and Ukrainian counter-drafts for the first Constitution of the USSR» // Там само, 1984, nr. 21
- «Die ukrainische Exilgemeinschaft in Deutschland 1945—1952» // Там само, 1986, nr. 23
- «Церква і держава в Київській Русі: проблематика державности і статусу Церкви» // Науковий збірник Українського вільного університету, 1988/89, т. 13
- «Kirche und Stadt in der Kyijver Rus’» // Jahrbuchte der Ukrainekunde, 1990, nr. 27
- «Common organizational efforts, 1945—1952: Structure and people» // The refugee experience: Ukrainian displaced persons after World War II. Edmonton, 1992